# Marbrada de ponent
La marbrada de ponent (Euchloe tagis) és una espècie de lepidòpter papilionoïdeu de la família dels pièrids (Pieridae) present als Països Catalans.

## Disgtribució
S'estén a través del sud d'Europa, on es troba des de Portugal al nord-oest d'Itàlia i el nord d'Àfrica (poblacions locals al Marroc i Algèria). 
Aquesta espècie es troba en poblacions locals, discretes i bastant limitades a petites àrees d'hàbitat adequat que invariablement es fan en afloraments calcaris amb matolls mediterranis, on es troben les plantes nutrícies, crucíferes del gènere Iberis.

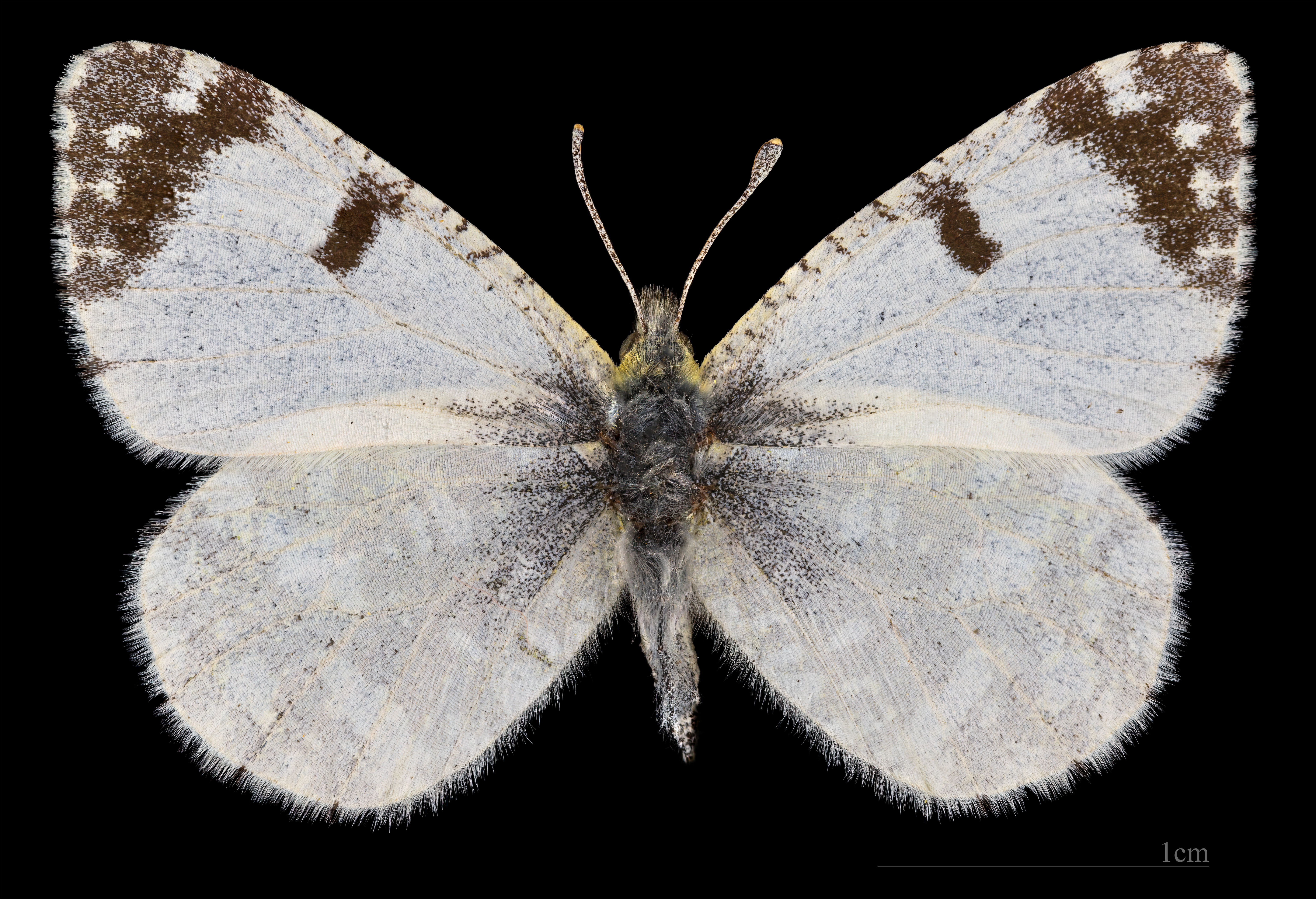
Euchloe tagis bellezina ♂
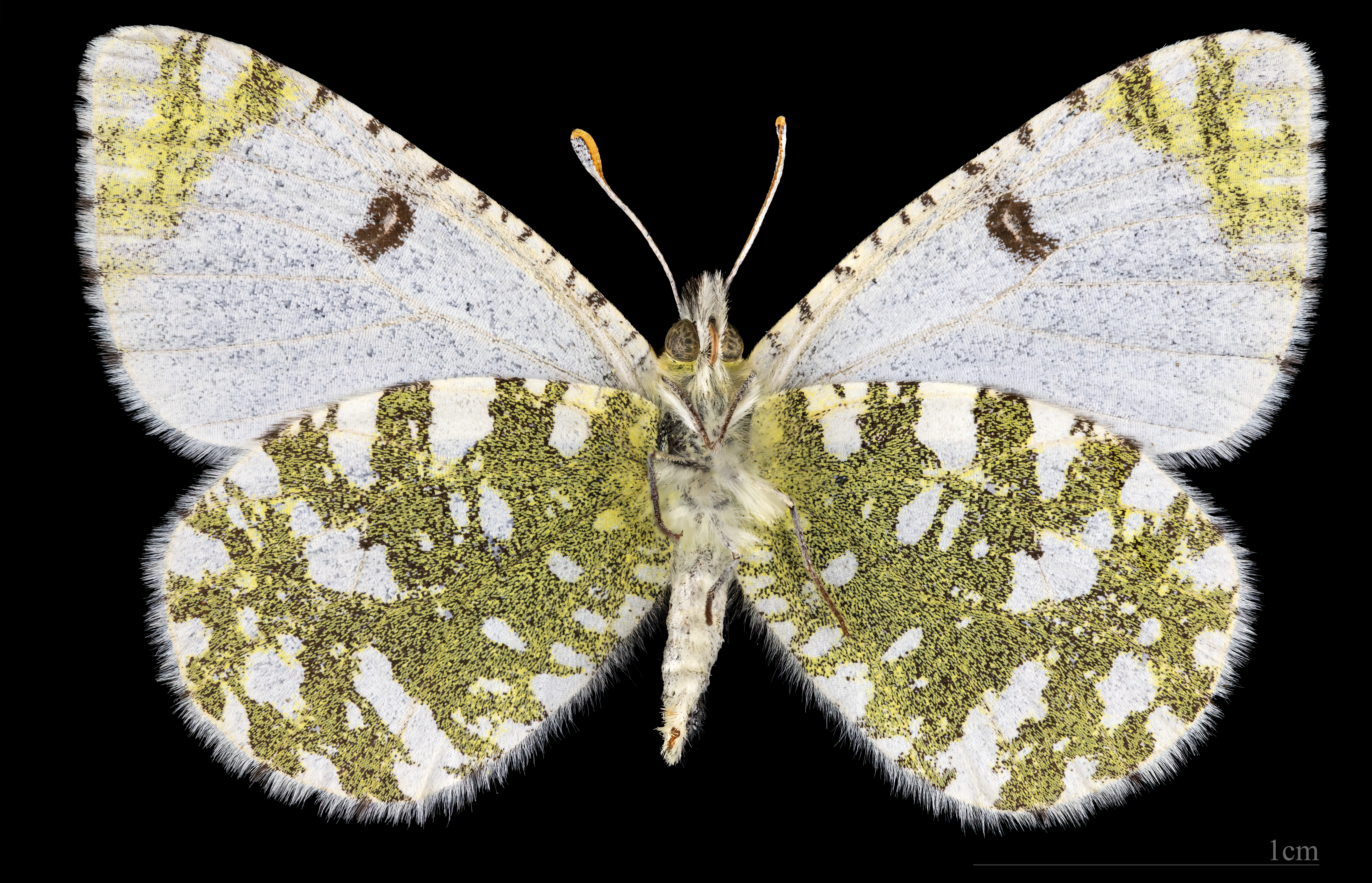
Euchloe tagis bellezina ♂ △
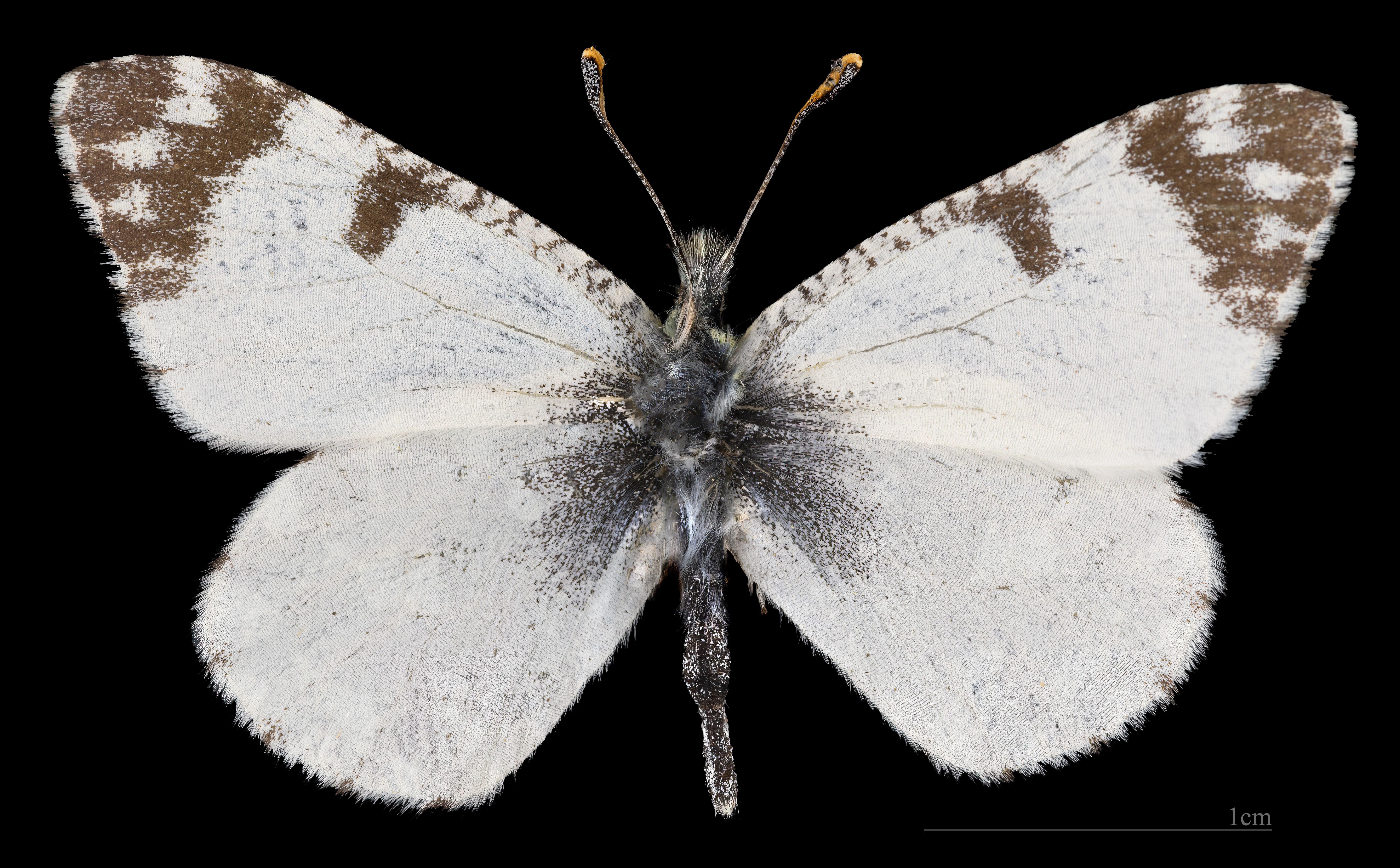
Euchloe tagis castillana ♂
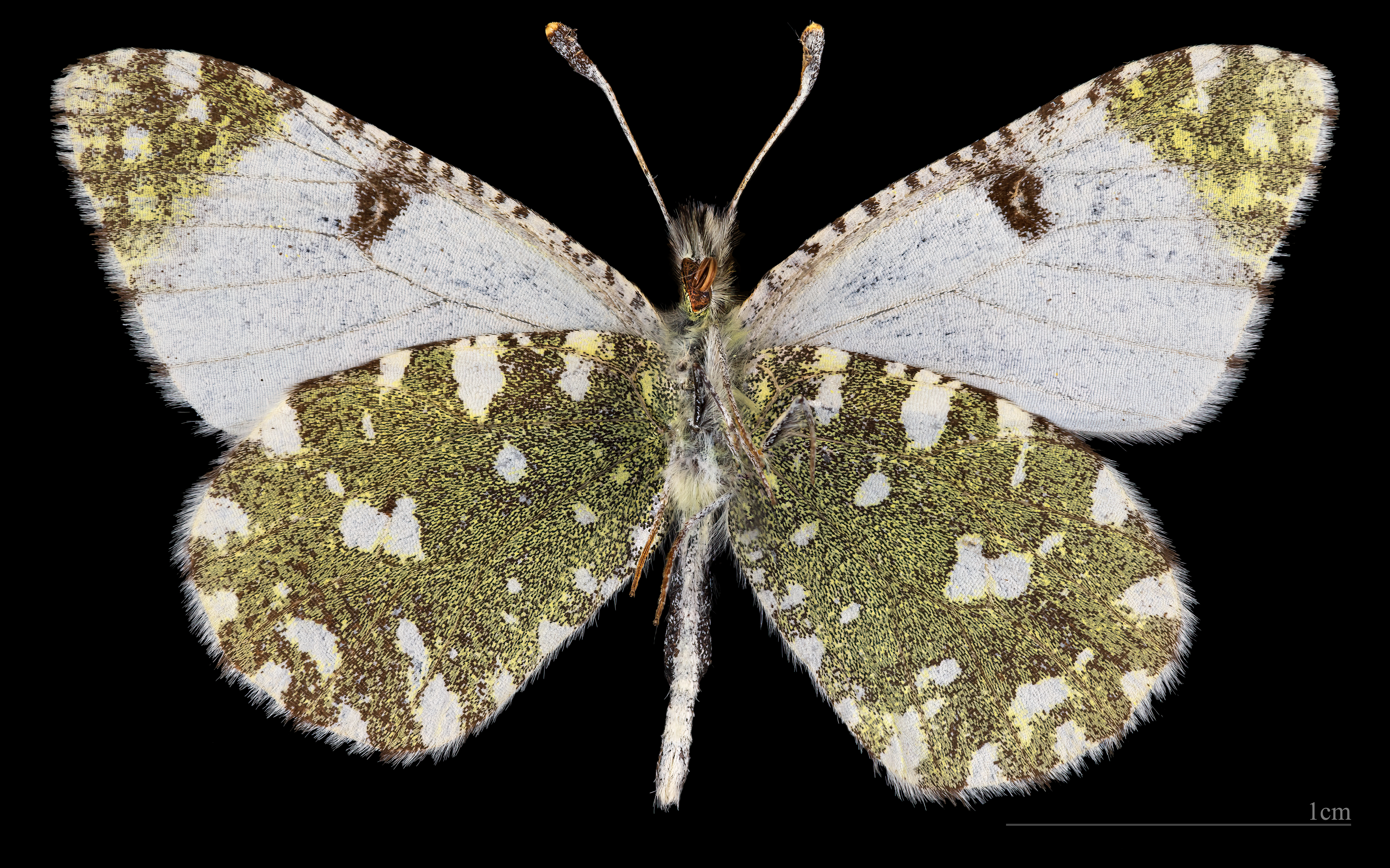
Euchloe tagis castillana ♂ △